# Сєверка (Горноуральський міський округ)
Сє́верка (рос. Северка) — селище у складі Горноуральського міського округу Свердловської області.
Населення — 118 осіб (2010, 214 у 2002).
Національний склад станом на 2002 рік: росіяни — 92 %.